# Henry Bowers
Nils Henry Torkelsson Jansson, mer känd som Henry Bowers eller Kung Henry, född 14 april 1980 i Uppsala församling, Uppsala län, är en artist från Uppsala med hiphop-, reggae- och ragga-influerad musik. Ofta gör han sin musik tillsammans med Dj Lo-Kut och den banjospelande Farbror Ribba.
Henry Bowers uppträder ofta som estradpoet och battlerappare. Han är även sångare i det uppsalabaserade hårdrocksbandet Stained Red.
Han har också tolkat utländska artister genom att översätta engelska sångtexter till svenska. Han har exempelvis tolkat Johnny Cash-låten I Got Stripes, då med titeln Ränder På Min Skjorta.

## Biografi
Henry Bowers skrev sina första raptexter vid 10 års ålder och släppte sin första demo under namnet Kung Henry år 2000. Började tävla i poetry slam i Uppsala år 2001 och vann grenen "röst och rörelse" under SM i poetry slam i Malmö 2003. Vann huvudtiteln under SM i Avesta 2004 tillsammans med Emil Jensen. Kom på tredje plats under World Slampionships (VM i poetry slam) i Rotterdam 2005. År 2013 fick Henry Bowers Kingsizegalans pris under kategorin "Årets Battlerappare".
Henry Bowers läste naturvetenskapsprogrammet på Katedralskolan i Uppsala. Han är son till professorn i historia Torkel Jansson och arkivarien Grete Solberg.

## Diskografi

### Henry Bowers
- Master Mind (2004)
- Rappin' For Food (2007)
- Escape From Juniper Hills (2009)
- The TV OD LP (2011)
- Swing batter batter swing (2013)
- A Delicate Craft (2017)

### Poeter Blir Dom
- Poeter blir dom... (2004)

### Kung Henry
- Satan På Gatan (2000)
- Experimentet Som Gick Snett EP (2001)
- Klockspel (2002)
- Pappa Förtärde Inferno (2003)
- Sophelikoptern (Med Beatprophets) (2003)

### Samsa
- Debugged (1999)

### Stained Red
- The Sequel (1999)
- Four the Sake of Riddling (1999)
- Tredje Demon (1999)
- Mean Folks (2000)
- New (2001)
- This City (2004)
- What are We Building (2006)